# Pristonotus tuberosus
Pristonotus tuberosus är en insektsart som först beskrevs av Carl Stål 1875.  Pristonotus tuberosus ingår i släktet Pristonotus och familjen vårtbitare. Inga underarter finns listade i Catalogue of Life.